# 大東文化大学テコンドー部
大東文化大学テコンドー部（だいとうぶんかだいがくテコンドーぶ）は、大東文化大学の学生によって構成されている。テコンドー世界選手権やオリンピックにも選手を輩出しており、テコンドー界において名門校、強豪校として知られている。

## 所属
- 全日本テコンドー協会（WTF）

## 主な成績

### 団体

#### 日本テコンドー連盟主催
- 2001年 - 第2回全日本学生テコンドー選手権大会団体優勝
- 2002年 - 第3回全日本学生テコンドー選手権大会団体優勝
- 2003年 - 第4回全日本学生テコンドー選手権大会団体優勝（3連覇）

#### 全日本テコンドー協会主催
- 2006年02月 - 全日本学生選手権大会総合優勝
- 2007年02月 - 全日本学生テコンドー選手権大会総合優勝
- 2008年02月 - 第1回全日本学生テコンドー選手権大会（優勝3名、準優勝4名 ※団体戦なし）
- 2008年12月 - 第2回全日本学生テコンドー選手権大会総合優勝
- 2009年11月 - 第3回全日本学生テコンドー選手権大会総合2位（優勝は大阪経済法科大学）
- 2010年10月 - 第4回全日本学生テコンドー選手権大会総合2位（優勝は大阪経済法科大学）
- 2011年12月 - 第5回全日本学生テコンドー選手権大会総合2位（優勝は明治大学）
- 2012年09月 - 第6回全日本学生テコンドー選手権大会総合優勝
- 2013年09月 - 第7回全日本学生テコンドー選手権大会総合優勝
- 2014年09月 - 第8回全日本学生テコンドー選手権大会総合2位（優勝は明治大学）
- 2015年10月 - 第9回全日本学生テコンドー選手権大会総合優勝
- 2016年09月 - 第10回全日本学生テコンドー選手権大会総合優勝
- 2017年09月 - 第11回全日本学生テコンドー選手権大会総合優勝
- 2018年09月 - 第12回全日本学生テコンドー選手権大会総合優勝
- 2019年09月 - 第13回全日本学生テコンドー選手権大会総合優勝（5連覇）

### 個人
- 2010年 - アジア競技大会 銀メダル
- 2010年 - アジア選手権大会 銀メダル
- 2011年 - 第26回ユニバーシアード競技大会 第5位
- 2012年 - 大学世界選手権大会 銀メダル・銅メダル
- 2012年 - 韓国オープン 金メダル
- 2012年 - ロンドンオリンピック 第7位（入賞）[1]
- 2013年 - テコンドー世界選手権大会 （日本代表として3名参加）
- 2013年 - 東アジア競技大会 金メダル・銅メダル（日本代表として3名参加）[2]
- 2014年 - 第7回全日本選手権大会 3名優勝
- 2014年 - 第21回アジアテコンドー選手権大会 （日本代表として1名参加）
- 2014年 - 第13回大学テコンドー世界選手権大会 男子54kg級3位・女子49kg級ベスト8
- 2015年 - 第8回全日本選手権大会 3名優勝・5名準優勝
- 2015年 - テコンドー世界選手権大会 (日本代表として3名参加)
- 2015年 - 第28回ユニバーシアード競技大会 日本代表2名
- 2016年 - リオデジャネイロオリンピックアジア大陸予選日本代表2名
- 2019年 - 第12回全日本選手権大会 2名準優勝
- 2020年 - 第13回全日本選手権大会 5名優勝・3名準優勝
- 2021年 - 第14回全日本選手権大会 3名優勝・6名準優勝

## 主な卒業生
- 大谷主水 - 2003年テコンドー世界選手権（ドイツ）日本代表
- 笠原江梨香 - 2010年アジア競技大会 女子49キロ級準優勝、2012年（ロンドンオリンピック）第7位
- 鈴木セルヒオ - 2021年東京オリンピック日本代表